# Nature Reviews Nephrology
Nature Reviews Nephrology è una rivista mensile sottoposta a revisione paritaria e pubblicata dalla Nature Portfolio. È stata fondata nel 2005 col nome di Nature Clinical Practice Nephrology nel 2005 ed ha assunto la denominazione attuale quattro anni più tardi. La caporedattrice è Susan Allison.
La rivista pubblica articoli di revisione in materia di prevenzione, diagnosi e trattamento delle malattie renali negli adulti e nei bambini, incluse le seguenti aree tematiche: ipertensione, infezione/infiammazione, dialisi/uremia cronica, insufficienza renale, trapianto, fisiologia applicata, epidemiologia, patologia, immunologia, cancro e genetica.

## Indicizzazione
Gli abstract e gli articoli della rivista sono indicizzati da:
- PubMed/MEDLINE[5]
- Science Citation Index Expanded[6]
- Scopus[7]

Secondo il Journal Citation Reports, nel 2021 la rivista ha ricevuto un fattore di impatto pari a 42,439, collocandosi al primo posto fra 90 titoli presenti nella categoria "Urologia e nefrologia".